# Бойс Бадд
Бойс Бадд (англ. Boyce Budd, 4 січня 1939) — американський академічний веслувальник.
Олімпійський чемпіон 1964 року в складі вісімки.
Бронзовий призер Чемпіонату Європи 1965 року в складі вісімки.